# ماویس چیراندو
ماویس چیراندو 
(به شونایی: Mavis Chirandu) یک فوتبالیست پست هافبک اهل زیمبابوه است که در باشگاه ویرِمز و تیم ملی فوتبال بانوان زیمبابوه مشغول بازی است.
هنگامی که نوزاد بود مادرش او را در بوته‌زارهای کنار جاده رها کرد. وی به یک پرورشگاه اس‌اُ‌اس چیلدرنس ویلیجیز واقع در بیندورا سپرده و در آنجا بزرگ شد. وی در سال ۲۰۱۳ میلادی برای نخستین بار در تیم ملی بانوان زیمبابوه در مقابل تیم ملی زنان اروگوئه بازی کرد. در نوامبر ۲۰۱۳ نخستین گل بین‌المللی خود را در بازی رسمی تیم کشورش با تیم ملی فوتبال زنان لسوتو به ثمر رساند.
در سن ۲۱ سالگی به عنوان هافبک چپ، به همراه تیم زیمبابوه و به نمایندگی از این کشور در رقابت‌های فوتبال بانوان در بازی‌های المپیک تابستانی ۲۰۱۶ برزیل حضور داشت. در این دوره از مسابقات، تنها گل زیمبابوه در بازی با تیم ملی فوتبال زنان کانادا با نتیجهٔ ۳–۱ در ورزشگاه آرنا کورینتیانس، سائو پائولو توسط چیراندو زده شد.